# トリックス (ティラノサウルス)

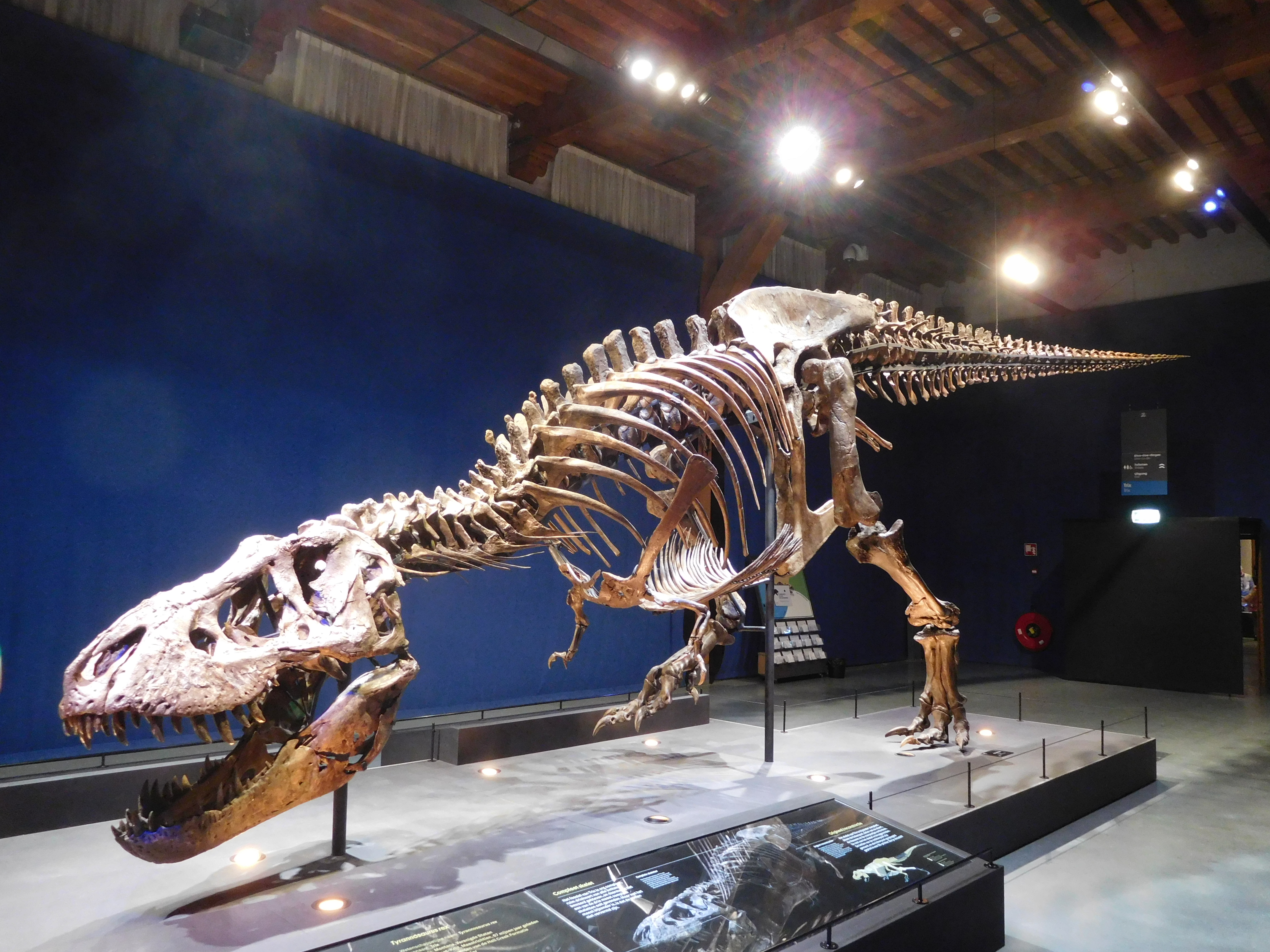
オランダ南ホラント州ライデンで組み立てられたトリックス

トリックス（Trix、標本番号RGM-792.000）は、2013年にアメリカ合衆国モンタナ州でオランダのライデンに位置するナチュラリス生物多様性センターの古生物学者のチームにより発掘された、ティラノサウルスの標本。最も高齢なティラノサウルスの一体で、生息年代は6700万年前と見られる。ティラノサウルスの標本の中では保存度の高い部類に入り、骨は体積比で75-80%程度が保存されている。
名前は第6代オランダ国王のベアトリクス女王にちなむ。トリスタンと並び、ヨーロッパで常設展示されているたった二つのティラノサウルスの標本のうちの一つでもある。

## 発見
トリックスの化石はリグ・マーレイの所有する農地で発見され、化石ハンターであるブライン・ランステッドが初期発掘に携わった。その後2013年の夏にナチュラリス生物多様性センターの古生物学者チームが渡米し、悪天候に見舞われながらも、8月30日から9月9日にかけて完全度の高いティラノサウルス標本を発掘した。また、それに先駆けた第一次調査では複数のトリケラトプスの標本も近くの産地から発見した。
トリックスという愛称は第6代オランダ国王のベアトリクス女王に由来する。これはティラノサウルスが当時の生態系における頂点捕食者であったことにちなんでいる。

## 特徴
全長約12.5メートルで、ティラノサウルスの標本の中でも大型である。ブラックヒルズ地質学研究所のピーター・ローソンによると、トリックスの発見された骨は体積比で全身の75 - 80%に達し、発見時点でスーやスタンに並んで完全なティラノサウルス標本三体の一つであった。その後はトリスタンに順位を抜かれて3位からは転落することになった。

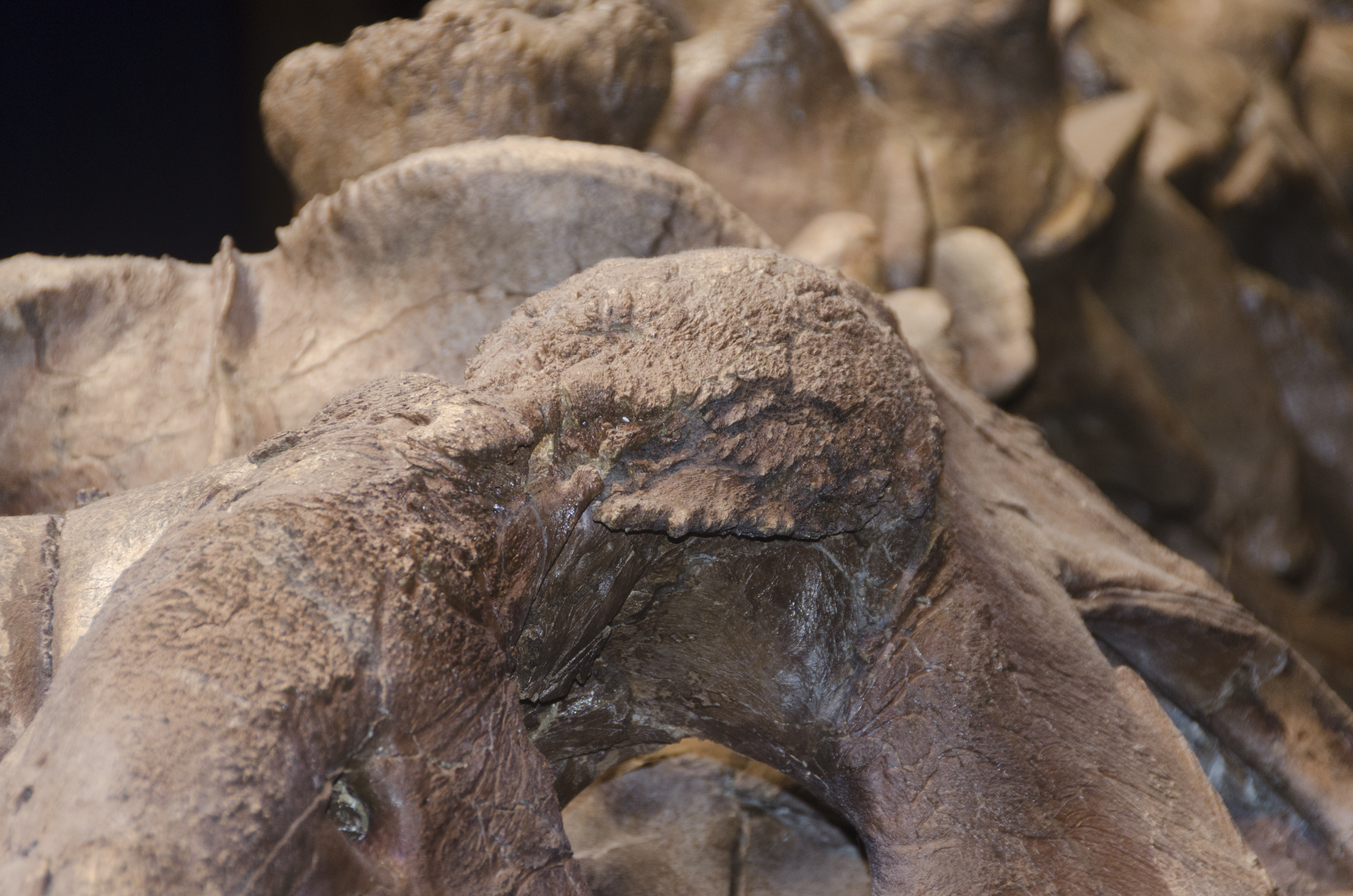
眼窩上の隆起。メスである可能性を示唆する。

眼窩上が厚く発達していることから、トリックスはメスである可能性が指摘されている。ティラノサウルスの雌雄を判別する他の方法には、全身が華奢か頑強かを確認する、または産卵に必要なカルシウム源として骨の内部に蓄積した髄を確認する、といったものがあり、生物多様性センターはそういった研究を行う予定としている。

### 年齢
恐竜の年齢は骨に残された成長輪を数えることで推定が可能である。ベルギー王立自然史博物館やブリュッセル自由大学との協力の下で行われたX線マイクロトモグラフィの結果、トリックスの腓骨の成長輪は破骨細胞と骨芽細胞による骨の再構築により消失しており、特定が困難であった。このような生物学的過程は老齢の個体で顕著に見られることから、トリックスも高齢のティラノサウルス個体であったことが示唆されている。また頭骨表面の粗さからもこの個体が高齢であったことが示唆されており、それらを加味して30歳前後であったと推測されている。これは既知のティラノサウルス標本の中で最高齢の一つであることを意味する。

### 病理

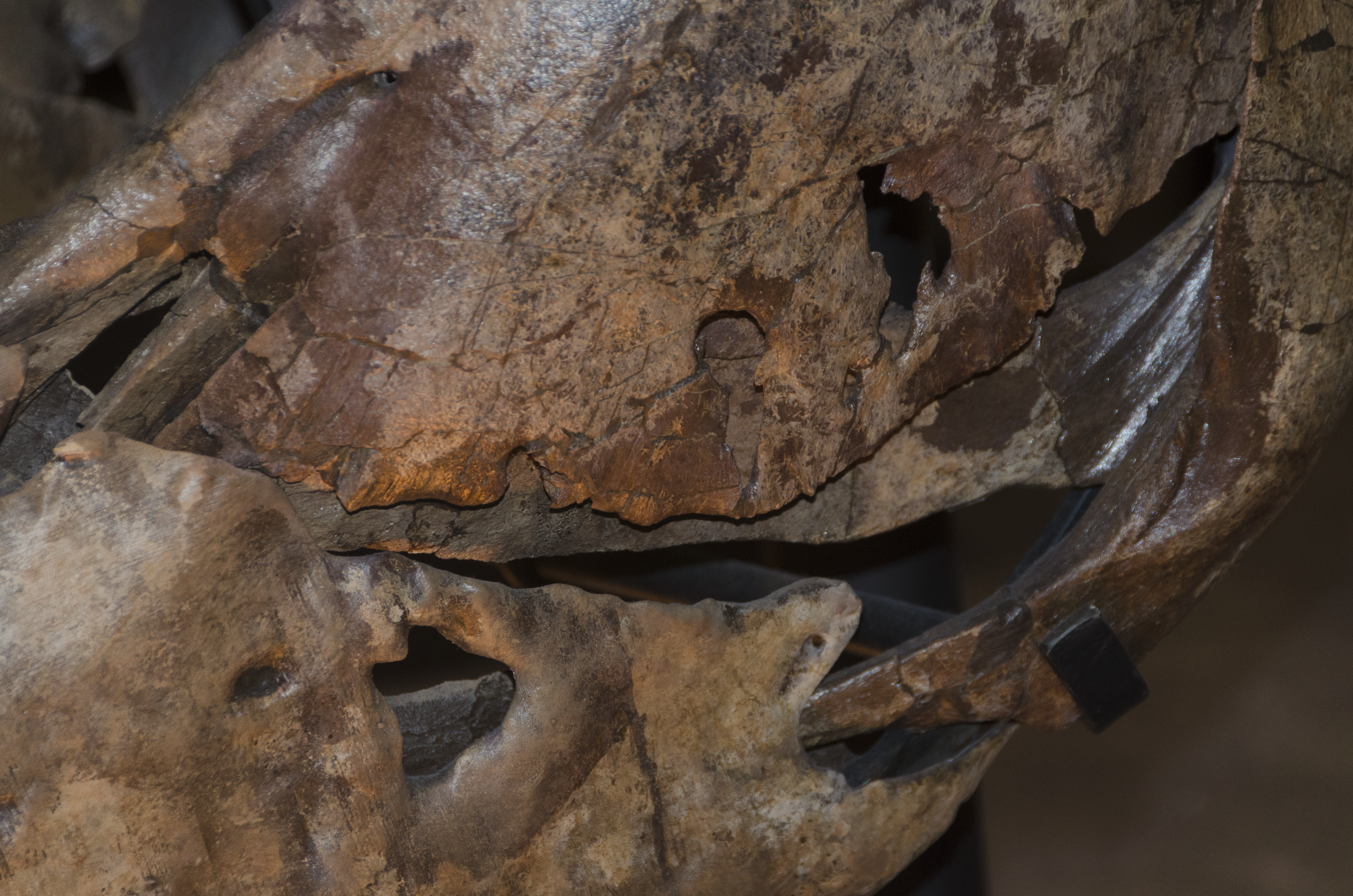
左上角骨の穴

発掘の間にトリックスの骨には複数の障害や損傷が確認された。
肋骨や右後肢は湾曲成長したことが示唆され、これは負傷または病原体への感染が原因として考えられる。顎の骨では右上顎に病変と噛み跡、左上顎に引っかき傷（治癒済み）、左下顎に病変があり、特に左下顎に至っては穴が貫通している。これらの少なくとも一部は他のティラノサウルス個体との闘争の結果によるものと考えられ、最も新しい傷はトリックスの死の数週間前についたものと推測されている。
また、第一椎骨や仙椎は完全な発達を示しておらず、これは先天的欠陥あるいは幼少期の負傷が原因と見られる。尾椎にも数多くの不一致が確認されている。

## 準備

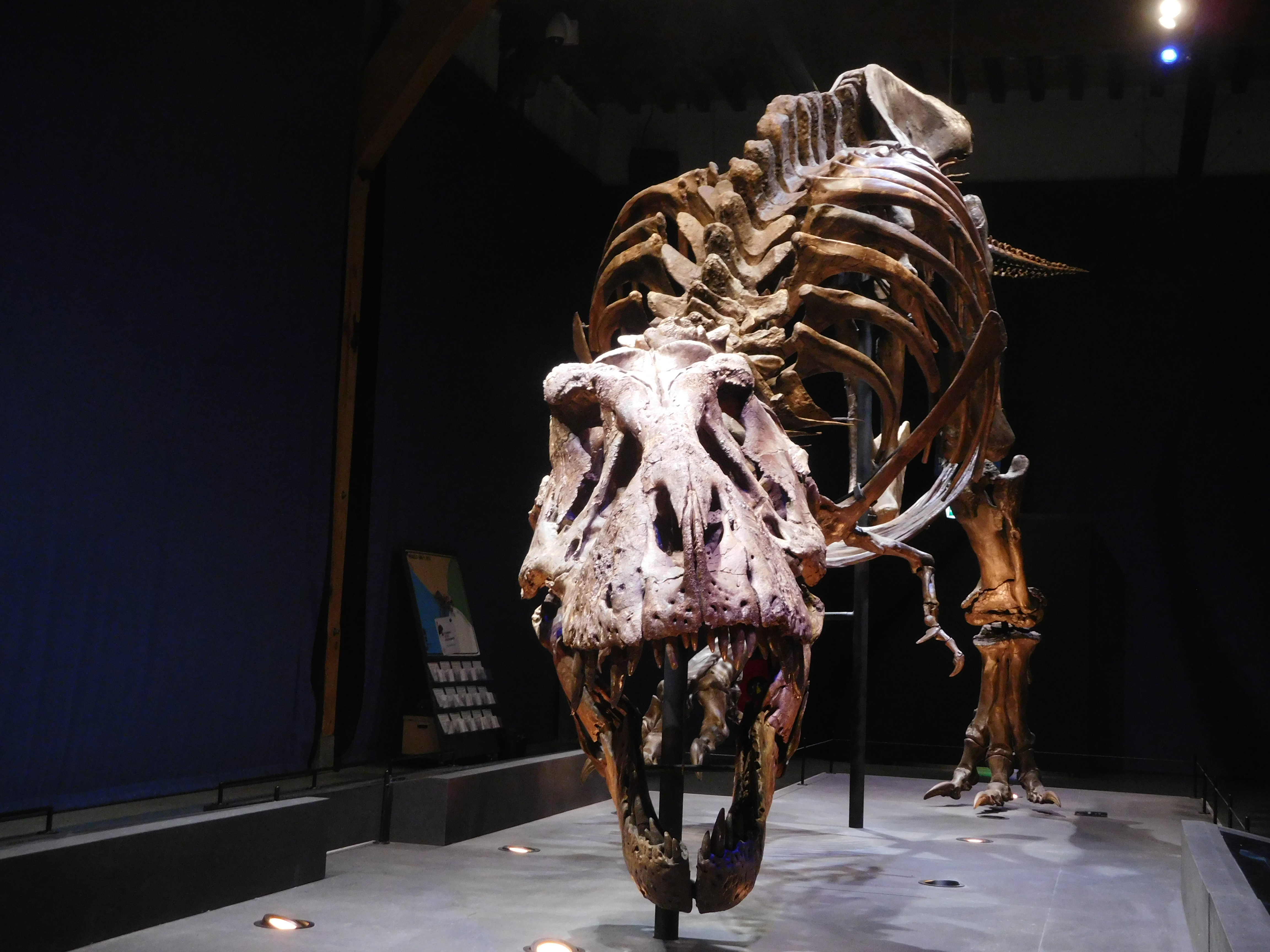
トリックスはレプリカでなくオリジナルの頭骨が全身の復元に用いられている。

発掘されたトリックスはブラックヒルズ地質学研究所でクリーニングなどの作業が行われた。骨格の組み立ての際にはスーのようにレプリカの頭骨を使うのではなく、実骨の頭骨が使用された。そのため重い頭骨を支えるべく、復元姿勢には頭を地面に近づける低い姿勢が採用された。
骨格の組み立ては2016年7月末に完了。翌月末にアムステルダムへ輸送されることになるが、トリックスは小さな骨が複数欠けていたため、組み立てや輸送に携わったフィールド自然史博物館の学芸員ピーター・マコヴィッキーがスーの足のデジタルファイルを展示先のナチュラリス生物多様性センターへ送った。

## 展示
ナチュラリス生物多様性センターは約500万ユーロ（当時のレートで約570万ドル）を投資して化石の買収・発掘・展示を行った。トリックスはシカゴにて現地時間で2016年8月23日午後に飛行機に積み込まれ、オランダのアムステルダムへ空輸された。標本は3つのパレットと9つのクレートに分けられ、総重量は約1万1000ポンド（約5トン）に達した。ライデンに到着したのは8月26日のことであった。
2016年9月に生物多様性センターの企画展 T. rex in Town が開催され、トリックスはその目玉展示となった。9月10日に公開されたトリックスの全身骨格は土日2日間で4000人を超える来館者を呼び寄せることに成功した。2017年7月4日に企画展が終了すると、トリックスはザルツブルク（オーストリア）・バルセロナ（スペイン）・パリ（フランス）とヨーロッパ各地を巡回し、2018年末にライデンへ返還されて常設展の展示物になる予定とされた。実際には T. rex in Town はその後も続き、2019年4月から7月までイギリスのグラスゴーで展示された。2019年8月にはライデンへ返還され、センターのリニューアルオープンに合わせて再び組み立てられた。
パリの国立自然史博物館では2018年6月から11月にかけて巡回展の目玉展示として扱われた。巡回展には132日間で約34万人が来館し、約100万ユーロの費用に対して250万ユーロ以上の収益を生み、150万ユーロを超える黒字を同館にもたらした。
日本ではナチュラリス生物多様性センターと協定を結んだ長崎市が、2021年にトリックスのレプリカを常設展示する長崎市恐竜博物館を設立・開館予定である。レプリカの製作と購入は2018年10月に決定されており、世界初のトリックスのレプリカになる予定である。

## 歩行速度
2021年4月20日、アムステルダム自由大学の大学院生によるトリックスに基づいたティラノサウルスの歩行速度の推定に関する研究が発表された。動物は距離あたりのエネルギー消費量が最小となる、身体の各部位が共振する特定の歩調で歩行することから、尾の靭帯を復元して上下方向の固有振動数が算定された。トリックスの歩幅を1.9メートルと仮定すると、推定される速度は時速4.6キロメートル、椎骨の回転や靭帯の仮定によっては時速2.88 - 5.9キロメートルと推定された。ただしこの推定は尾に付随する大腿筋の存在や尾の左右方向の振動が無視されているほか、尾に付随する靭帯の量を過大評価している可能性があるという指摘もされている。